# نيكولا هويت
نيكولا هويت (بالفرنسية: Nicolas Huet)‏ هو متزلج على الثلوج فرنسي، ولد في 22 يوليو 1976 في تين (قرية فرنسية) في فرنسا.

## وصلات خارجية
- نيكولا هويت على موقع الاتحاد الدولي للتزلج (ركوب لوح الثلج) (الإنجليزية)
- نيكولا هويت على موقع أوليمبيديا (الإنجليزية)